# Eiko Orita
Eiko Orita (Japans: 織田　英子, Orita Eiko) (Osaka, 19 januari 1953) is een Japans componiste, muziekpedagoog en marimbabespeelster. 

## Levensloop
Orita studeerde compositie bij Tomojiro Ikenouchi en bij Akio Yashiro, Shin Sato en Masayuki Nagatomi aan de Tokyo University of the Arts. Nadat zij was afgestudeerd, werkte zij in eerste lijn als bewerkster en arrangeur voor kamermuziek. Zo schreef ze onder andere: 
- "Par douze marches héroïques" van Georg Philipp Telemann, bewerkt voor koperkwintet (2 trompetten, hoorn, trombone en tuba)
- "Carmen Highlightes" uit de opera "Carmen" van Georges Bizet, bewerkt voor koperkwintet (2 trompetten, hoorn, trombone en tuba)
- "Valse des fleurs (Bloemenwals)" uit de "Notenkraker", op. 71 van Pjotr Iljitsj Tsjaikovski, bewerkt voor koperkwintet (2 trompetten, hoorn, trombone en tuba)
- "Radetzky Marsch", op. 228 van Johann Strauß sr., bewerkt voor twee piano's
- "Vienna Waltz Medley" van Johann Strauß sr., bewerkt voor vier hoorns
- Music from "Nausicaä of the Valley of the Wind" van Joe Hisaishi, bewerkt voor blazersensemble

Zij richtte als docente het koperensemble "Ueno no Mori Brass" op en arrangeerde verschillende werken voor deze groep. Haar werk werd in onder meer de Carnegie Hall in New York uitgevoerd. Naast de kamermuziekwerken zijn vooral haar werken voor harmonieorkest bekend.

## Composities

### Werken voor harmonieorkest
- 2006 Spring Field II, voor harmonieorkest
- Spring Field, voor harmonieorkest
- Terukina Land, voor harmonieorkest
  1. Aizu Bandaisan (een danslied bij een Japans feest)
  2. Soran Bushi (een oud visserslied)
  3. Itsuki no Komoriuta (een wiegelied)
  4. Kokiriko Bushi (een oud volkslied)
  5. Yagi Bushi (een danslied tijdens een Japans feest)

### Kamermuziek
- 1996 Wind from East, voor saxofoonkwartet
  1. As I walked out
  2. Zappy
  3. Greensleeves
  4. Old Dance
- 1998 Brass Sextet (Kopersextet), voor 3 trompetten 2 trombones en tuba
- Old Madrigals and Carols, voor koperkwintet
  1. "Which is the properest day to sing?" naar Thomas Arne
  2. Deck the holls
  3. Coventry Carol
  4. "Now is the month of maying" naar Thomas Morley
  5. Patapan ("Guillô, pran ton tamborin", beter bekend als "Patapan") naar Bernard de la Monnoye
  6. Contraponto bastiale alla mente naar Adriano Banchieri

### Werken voor piano
- Romance d'amour, voor twee piano's

### Werken voor slagwerk (percussie)
- 2010 The Plum Blossoms, voor twee marimba